# Okręg wyborczy West Sussex
Okręg wyborczy West Sussex powstał w 1832 r. i wysyłał do brytyjskiej Izby Gmin dwóch deputowanych. Okręg obejmował zachodnią część hrabstwa Sussex. Został zlikwidowany w 1885 r.

## Deputowani do brytyjskiej Izby Gmin z okręgu West Sussex
- 1832–1841: lord John George Lennox
- 1832–1841: Henry Howard, hrabia Surrey
- 1841–1860: Charles Gordon-Lennox, hrabia Marchii, Partia Konserwatywna
- 1841–1847: Charles Wyndham
- 1847–1854: Richard Prime
- 1854–1869: Henry Wyndham, Partia Konserwatywna
- 1860–1885: Walter Berttelot, Partia Konserwatywna
- 1869–1885: Charles Gordon-Lennox, hrabia Marchii, Partia Konserwatywna